# Osbeckia dolichophylla
Osbeckia dolichophylla är en tvåhjärtbladig växtart som beskrevs av Charles Victor Naudin. Osbeckia dolichophylla ingår i släktet Osbeckia och familjen Melastomataceae. Inga underarter finns listade i Catalogue of Life.